# پسا د لا بگا
پسا د لا بگا (به اسپانیایی: Poza de la Vega) یک شهرستان در اسپانیا است که در استان پالنسیا واقع شده‌است.

## خصوصیات
پسا د لا بگا ۲۴ کیلومترمربع مساحت و ۲۶۷ نفر جمعیت دارد.